# История (Лев Диакон)
«История» — сочинение византийского писателя Льва Диакона в 10 книгах, написанное в конце X века и описывающее историю Византии в 959—976 годах.

## Содержание
«История» рассказывает о событиях 959—976 годов — от смерти императора Константина Багрянородного до смерти императора Иоанна Цимисхия. При этом в тексте есть ряд экскурсов в предыдущую эпоху, упоминаются отдельные события 989—992 годов. Главные темы повествования — войны Никифора Фоки и Цимисхия: завоевание Крита, восточные походы, война с киевским князем Святославом в Болгарии. Именно Льву Диакону принадлежит получившее известность описание встречи Святослава с Цимисхием на берегу Дуная в 971 году, сразу после заключения мира.
С того момента, на котором заканчивается «История», начинается (с полуслова) написанная столетием позже «Хронография» Михаила Пселла.

## Оценки
Создание «Истории» исследователи датируют примерно 990—991 годами, исходя из упоминаний в тексте определённых событий. Лев Диакон противопоставляет славные времена Никифора Фоки и Иоанна Цимисхия неудачному началу правления Василия II, сообщает неприятные факты (или измышления) о матери этого императора. Изначально он, по-видимому, не предполагал, что Василий долго продержится на престоле, а когда положение императора укрепилось, Лев не захотел подвергать свой труд масштабной переработке. Публиковать «Историю» в таком виде было опасно для автора, так что она увидела свет существенно позже.
Источниками для Льва стали собственный опыт и рассказы очевидцев. П. О. Карышковский и А. П. Каждан полагают, что историк мог опираться и на какие-то официальные документы; его осведомленность в агиографии говорит об использовании при работе над «Историей» житийной литературы. Предположительно Лев включил в состав своего труда тексты ранних школьных упражнений — сочинений, в которых прославлялся Никифор Фока.
Лев Диакон в своей работе подражал «Истории» Фукидида и использовал опыт поздних античных историках классического периода, особенно Агафия Миринейского. В отличие от многих других византийских историков, он не был простым хронистом и компилятором, а старался дать событиям свою оценку и определить их причины и следствия.